# Shantae
Shantae est un jeu de plates-formes développé par WayForward Technologies et édité par Capcom sur Game Boy Color. Publié en 2002, le jeu est resté éclipsé par la sortie officielle de la Game Boy Advance, sortie un an avant. Le jeu est compatible avec cette dernière, étant donné que du contenu exclusif était disponible pour la Game Boy Advance, et malgré de très bonnes critiques. Le jeu est ressorti le 18 juillet 2013 sur la console virtuelle de la Nintendo 3DS.
Une suite, Shantae: Risky's Revenge, est sorti sur le DSiWare en 2010, un port iOS a été publié en 2011 et un port Steam en 2014. Une autre suite, Shantae and the Pirate's Curse, est sortie sur Nintendo 3DS en 2014 et un quatrième épisode, Shantae: Half-Genie Hero, est sorti le 20 décembre 2016 sur PlayStation 4, Wii U, Xbox One, PlayStation Vita et Microsoft Windows. Un cinquième épisode est sorti en 2020, Shantae and the Seven Sirens.

## Intrigue
L'histoire du jeu tourne autour d'une jeune « demi-génie » prénommée Shantae. Nommée génie gardienne d'une petite ville de pêcheurs, la vie de Shantae est plutôt calme. Cela change dès le début du jeu lorsqu'une bande de pirates, conduite par la sinistre Risky Boots, attaque la ville et vole un prototype de moteur à vapeur chez le chasseur de trésors local, Mimic.
Shantae se retrouve rapidement à voyager à travers Sequin Land, déterminée à retrouver le moteur à vapeur et anéantir le plan maléfique de Risky.

## Système de jeu
Shantae est un jeu de plate-forme-aventure dans lequel les joueurs jouent le rôle de l'héroïne éponyme Shantae, une demi-génie qui doit voyager à travers différentes zones afin d'arrêter la maléfique Risky Boots. L'attaque par défaut de Shantae est l'utilisation de ses cheveux comme un fouet. Shantae peut également utiliser les gemmes obtenues sur ses ennemis vaincus pour acheter des objets, comme des potions de restauration de la santé et des « Pike Balls » (litt. boules couvertes de piques) offensives, ainsi qu'apprendre des mouvements de combat améliorés. Le jeu comprend plusieurs villes sanctuaires, ainsi que différentes zones remplies d'ennemis et d'obstacles entre ces dernières. Afin de progresser dans le jeu, Shantae doit rechercher différents personnages qui ouvriront les donjons, chaque donjon abritant un génie gardien qui enseignera à Shantae une nouvelle danse. En utilisant ces danses, Shantae peut se transformer en différents animaux, comme un singe qui peut grimper aux murs, un éléphant qui peut détruire les obstacles comme les rochers et les souches d'arbre, une araignée qui peut grimper aux toiles et une harpie qui peut voler dans les airs. Shantae doit utiliser ces capacités pour atteindre de nouvelles zones ou découvrir des objets cachés.
Le jeu présente un cycle diurne-nocturne, les ennemis devenant plus puissants la nuit. Pendant la nuit, les joueurs peuvent collecter des lucioles cachées, une récompense attendant ceux qui les collectent toutes. Les « Warp Squids » (litt. calamars de téléportation), qui sont dissimulés dans les donjons, peuvent être apportés aux mères calamars de chaque ville pour obtenir la capacité de s'y téléporter instantanément. Enfin, des « Heart Vessels » (litt. vases de cœur) peuvent être obtenus pour augmenter la santé maximum de Shantae. Le jeu comprend également plusieurs minijeux, comme la danse ou le pari, afin de gagner des gemmes supplémentaires,,.

## Personnages
- Shantae : Shantae est l'héroïne, une jeune demi-génie chargée de protéger le port de pêcheurs de Scuttle Town. Elle est décrite comme « jeune et plutôt naïve, » avec un « sens développé de la justice ». Elle se bat en fouettant avec sa queue de cheval et peut également se transformer en diverses créatures en utilisant des danses magiques. Elle doit retrouver Risky Boots et récupérer le moteur à vapeur qu'elle a volé. Muette à l'origine comme tous les personnages de la série, elle est doublée dans Risky's Revenge par Meagan Glaser[7], puis, à partir de The Pirate's Curse, par Cristina Vee.
- Risky Boots : Une pirate et l'ennemie jurée de Shantae, autoproclamée « Reine des sept mers ». Elle commande une armée de créatures appelées « Tinkerbats » et cherche à employer le moteur à vapeur pour faire le mal.
- Tinker Bats : Les Tinkerbats sont l'armée silencieuse de Risky, un groupe de petites créatures pirates soumises à la volonté de Risky.
- Mimic : Le vieil oncle Mimic est un chasseur de trésors et vit dans son atelier à Scuttle Town. Mimic joue un rôle de parent à l'égard de Shantae. Il a découvert le moteur à vapeur à l'origine de l'aventure.
- Bolo : Bolo est le partenaire d'entraînement de Shantae et est décrit comme quelqu'un de peu malin. Il est sous le charme de Risky Boots et de presque toutes les autres filles sauf Shantae, et constitue une sorte de sac de sable pour tous les personnages.
- Sky : La meilleure amie et alliée de Shantae. Elle entraîne des « oiseaux de guerre » et passe sa vie à rechercher des œufs à travers Sequin Land ; par ailleurs, elle est presque toujours accompagnée par son oiseau de guerre de compagnie, Wrench.
- Rottytops : Rottytops est une zombie, amicale, attirante et indépendante, mais également peu fiable et manipulatrice. Elle est obsédée par Shantae pour une raison quelconque[8].

## Développement

### Création
Le personnage de Shantae a été créé par Erin Bell, la future femme de Matt Bozon, le créateur du jeu. En 1994, alors qu'ils étaient fiancés, Erin a eu un flash d'inspiration alors qu'elle revenait de ses journées d'animatrices de vacances, et a créé le personnage, en l'appelant Shantae du nom de l'une des campeuses. Matt a aimé l'idée et a étoffé la mythologie et les personnages du jeu. Erin a également imaginé que le personnage pourrait invoquer ou charmer des animaux en dansant. Cette idée constituera la base des danses de transformation. Matt a eu l'idée des cheveux-fouet, inspiré par les cheveux longs de près de trois mètres de sa future femme.

### Développement du jeu
Le développement du jeu était envisagé par WayForward Technologies dès 1997. Une version archivée du site officiel de la société présente une approche très différente du jeu, dont le développement était à l'époque envisagé sur  PC ou PlayStation, entièrement en 3D avec les personnages animés traditionnellement se déplaçant devant le fond en 3D. Shantae était présentée comme une génie turbulente née sans pouvoir magique, qui devait sauver le monde des Jins, des êtres puissants autrefois scellés qui s'échapperaient au début du jeu et aurait pour volonté de drainer toute la magie du monde. À l'époque, sa magie était capable, comme le prévoyait Erin, d'invoquer des animaux, mais la transformation était déjà prévue car Shantae pouvait se changer en harpie. Ses danses pouvaient également lancer des attaques et elle disposait de différents costumes présentant diverses caractéristiques.
L'idée de Matt Bozon à l'origine était de publier le jeu pour la Super NES ou le PC. Lui et Erin présentèrent le jeu avec l'aide d'un vétéran de la programmation, Jimmy Huey, qui collaborait avec WayForward à l'époque. Après la fin de la production de Xtreme Sports, Voldi Way, le fondateur et propriétaire de WayForward, autorisa la production d'une version Game Boy Color du jeu. Comme Huey avait déjà réalisé un moteur graphique pour Xtreme Sports, ce moteur a été adapté aux besoins de Shantae. Cela permettait au jeu d'afficher des effets rares sur les jeux de la GBC, comme le défilement parallaxe et des effets de transparence. Dans les quatre premiers mois de développement, l'équipe a créé la majorité de l'animation, et Huey a programmé un outil de capture d'image permettant de récupérer des images d'animation colorisées, pour les convertir en blocs tricolores assemblés à nouveau ensuite sur l'écran de la GBC.

### Édition
Le jeu nécessitait une cartouche équipée d'une batterie 32 mégabits pour fonctionner correctement, et était cher à produire. Ce facteur a découragé certains éditeurs, outre le fait que le lancement d'une nouvelle propriété intellectuelle était vue comme risquée. WayForward a recherché un éditeur pendant des années, jusqu'à ce que Capcom prenne finalement le jeu pour l'éditer. Capcom retarda cependant la publication pendant plusieurs mois, et la Game Boy Advance a été lancée dans l'intervalle. Le jeu n'aurait été publié qu'à 15 000 exemplaires. WayForward découvrit que l'écran de la GBA avait tendance à assombrir les couleurs, et retravailla donc le jeu en intégrant une fonctionnalité permettant d'éclaircir l'écran si le jeu était joué sur une Game Boy Advance, en plus de quelques bonus.

### Musique
Le son était en 2000 développé au format audio Musyx, mais WayForward décidera de changer pendant le développement. La bande originale était composée de 20 chansons environ à l'époque. La musique a été développée par Jake Kaufman avec une liberté de création totale. Kaufman utilisera finalement l'outil Paragon 5 GameBoy Tracker pour créer la musique. Le PDG de Paragon 5, Paul Bragiel, a joué le rôle du producteur pour la musique, et le créateur de l'outil, Stephane Hockenhull, a réalisé la relecture de la musique. La bande originale comprend 31 morceaux et a été publiée gratuitement sur Big Lion Music, le blog de Jake Kaufman, le 4 août 2001.

## Accueil

### Critiques
Shantae a été bien reçu par les critiques. IGN note le jeu 9 sur 10, et le qualifie de « merveilleuse aventure de plates-formes. » GameSpot lui donne 7,7 sur 10, déclarant qu'il s'agit d'un « exemple parfait » de jeu d'aventure sur console portable. Par contre, Andy McNamara de Game Informer lui a attribué un 3/10, déclarant que « le jeu n'est simplement pas suffisamment irrésistible pour vous encourager à continuer à jouer. »
GameRankings estime que Shantae a un score global de 77,88 %. GamePro lui a donné la note de 4,5/5. NintendoLife lui a attribué 9/10 et Nintendo Power lui a donné 4,4/5.

### Distinctions
Ben Reeves, autre auteur du site Game Informer le considère comme le 15e meilleur jeu de Game Boy et pense qu'il est sous-estimé. Le magazine Complex a nommé Shantae 7e meilleur jeu de la Game Boy Color. GamesRadar+ a listé Shantae dans sa liste de jeux qu'ils souhaitaient voir sur la Virtual Console de la 3DS.

## Postérité

### Réédition
- 2013 - Nintendo 3DS CV[23].

### Suites
Plusieurs tentatives de suites à Shantae ont eu lieu, y compris Shantae: Risky Revolution pour la Game Boy Advance, ou Shantae: Risky Waters pour la Nintendo DS. Cependant, ces tentatives échouèrent toutes.
Le 15 septembre 2009, une suite intitulée Shantae: Risky's Revenge a été dévoilée en tant que titre téléchargeable de la DSiWare lors du Nintendo of America's 2009 Holiday, avec une date de sortie prévue au quatrième trimestre 2009. Les détails sur cette suite en trois épisodes ont été révélés dans l'édition de novembre 2009 de Nintendo Power. Cependant, l'idée d'une sortie par épisodes a été annulée, et le jeu est finalement sorti en une seule fois sur le DSiWare le 4 octobre 2010. Le jeu a ensuite été porté sur iOS puis sur Steam.
Un troisième volet, Shantae and the Pirate's Curse, est sorti sur le eShop de la Nintendo 3DS en octobre 2014, puis sur la Wii U le 23 décembre 2014 et sur Steam le 23 avril 2015.
Un quatrième titre, Shantae: Half-Genie Hero, a également été annoncé pour Microsoft Windows, PlayStation 3, PlayStation 4, PlayStation Vita, Wii U, Xbox 360, Xbox One et Nintendo Switch ainsi que Google Stadia ; le jeu a été financé par les internautes via Kickstarter et PayPal, recevant près de 950 000 $, le double de son objectif initial,.
En mai 2020, sort le cinquième épisode des aventures de Shantae, Shantae and the Seven Sirens. Le jeu est sorti sur Microsoft Windows, Playstation 4, Xbox One et Nintendo Switch.

### Autres apparitions
Shantae et Risky Boots apparaissent dans Super Smash Bros. Ultimate en tant qu'esprits à collectionner. Un costume à l'effigie de Shantae est également disponible pour les combattants Miis, en tant que DLC payant.